# 어머니 울지 마세요
"어머니 울지 마세요"는 한국에서 제작된 김홍직 감독의 1964년 영화이다. 태현실 등이 주연으로 출연하였고 이봉영 등이 제작에 참여하였다.

## 출연

### 주연
- 태현실
- 전영선
- 이민자

## 기타
- 조명: 박창호
- 미술: 홍성칠